# Barrett Wilbert Weed
Barrett Wilbert Weed, née le 6 novembre 1988, est une actrice et chanteuse américaine. 
Elle est surtout connue pour son rôle de Veronica Sawyer dans la production Off-Broadway de Heathers: The Musical et celui de Janis Sarkisian dans la production Broadway de Mean Girls.

## Biographie

### Enfance et éducation
Barrett Wilbert Weed a grandi à Cambridge, dans le Massachusetts. À cinq ans, elle commence à se produire au Boston Children's Opera. Son père meurt d'un cancer lorsqu'elle a sept ans. En grandissant, elle fréquente le Long Lake Camp for the Arts à Long Lake, New York.
Elle fréquente l'école Walnut Hill pendant la majeure partie de ses études secondaires après avoir été transférée d'une école préparatoire privée. Dans une interview, elle a dit de l'école : « C'est un endroit incroyable - comme Poudlard. Walnut Hill m'a sauvé la vie. » Elle attribue au personnel et aux normes de Walnut Hill une grande partie de son succès ultérieur. 
Elle est diplômée de l'Université Elon avec un BFA en théâtre musical en 2011. 
Le 13 avril 2019, Weed reçoit le prix Top 10 Under 10 Alumni Award 2019 de l'Université Elon, un prix décerné chaque année qui « récompense 10 anciens élèves, diplômés entre 2018 et 2009 et qui ont obtenu un succès professionnel majeur, qui font la différence dans leurs communautés et soutiennent fidèlement Elon. »
Barrett Wilbert Weed est la nièce de l'actrice Kathi Moss, à l'origine du rôle de Saraghina dans la production de Broadway de Nine en 1982 et qui est également apparue dans les productions originales de Grease et Grand Hotel à Broadway,.

### Carrière
Barrett Wilbert Weed fait ses débuts à Broadway dans Lysistrata Jones en novembre 2011, en tant que doublure pour de nombreux rôles féminins. Le spectacle s'arrête le 8 janvier 2012. 
Son rôle majeur suivant est celui de Nadia dans une version retravaillée de Bare: A Pop Opera, renommée Bare: The Musical, at New World Stages . Les avant-premières commencent le 19 novembre 2012, avec une ouverture officielle le 9 décembre 2012. Les représentations s'achèvent le 3 février 2013. 
Elle crée alors le rôle principal de Veronica dans Heathers: The Musical, une adaptation musicale du film culte de 1988, Heathers . La comédie musicale est présentée au Hudson Backstage Theatre de Los Angeles à l'automne 2013, avant de déménager à New York pour son incarnation Off-Broadway. Les avant - premières commencent à New World Stages le 15 mars 2014, avec une soirée d'ouverture le 31 mars. Barrett Wilbert Weed est nommée pour un Lucille Lortel Award et un Drama Desk Award pour sa performance. Elle quitte la troupe en juin et les représentations s'achèvent le 4 août 2014. 
En septembre 2014, la comédienne commence à jouer dans Found The Musical, une nouvelle comédie musicale Off-Broadway sur la création des livres et magazines Found par Davy Rothbart, dans laquelle elle incarne le rôle de Denise. Le spectacle commence 14 octobre et dure jusqu'au 9 novembre 2014. 
Elle joue le rôle de Sally Bowles dans la production de Cabaret du Théâtre Signature du 12 mai au 28 juin 2015 dans la région de Washington, DC. Pour cette performance, elle remport le prix Helen Hayes de la meilleure actrice principale dans une comédie musicale. 
Barrett Wilbert Weed raconte Kill The Boy Band de Goldy Moldavsky sur Audible.com et des CD audio, qui a été publié le 1er mars 2016. 
Elle joue dans la nouvelle comédie musicale Mean Girls en tant que Janis Sarkisian à Broadway, entre le 31 octobre 2017 et la fin des représentations le 3 décembre 2017 au National Theatre (Washington, DC). La comédie musicale, basée sur le film du même nom, a commencé ses avant-premières à Broadway le 12 mars 2018 et a officiellement ouvert ses portes le 8 avril 2018 Weed a déclaré qu'elle s'identifie fortement au «cynisme franc» de son personnage. La co-star Gray Henson et Weed ont travaillé ensemble pour recevoir leurs rôles dans la production. 
Quand elle n'est pas sur scène, Weed aime enseigner le chant et le théâtre aux adolescents, ainsi que donner des cours de maître dans les lycées. 
En 2019, elle joue dans Crashing, la série d'HBO. 

### Vie privée
Elle est une ardente défenseuse de plusieurs causes, notamment l'autonomisation des femmes, le contrôle des armes à feu et le droit de vote,. 

## Filmographie

### Télévision
| Année | Titre                                  | Rôle                     | Remarques                                          | Ref.   |
| ----- | -------------------------------------- | ------------------------ | -------------------------------------------------- | ------ |
| 2018  | Saturday Night Live                    | Elle-même (non créditée) | Épisode : Tina Fey                                 | [ 20 ] |
| 2018  | The Tonight Show starring Jimmy Fallon | Elle-même                | Épisode : Tina Fey / Evan Rachel Wood / Mean Girls | [ 21 ] |
| 2019  | Crashing                               | Deborah                  | Épisode : MC, Middle, Headliner                    | [ 22 ] |

## Rôles au théâtre
| Ans)      | Production                    | Rôle            | Emplacement                     | Catégorie              |
| --------- | ----------------------------- | --------------- | ------------------------------- | ---------------------- |
| 2011-2012 | Lysistrata Jones              | Femme u / s     | Théâtre Walter Kerr             | Broadway               |
| 2012-13   | Bare: The Musical             | Nadia           | New World Stages                | Hors Broadway          |
| 2013      | Heathers: la comédie musicale | Veronica Sawyer | Les coulisses du théâtre Hudson | Régional               |
| 2014      | Heathers: la comédie musicale | Veronica Sawyer | New World Stages                | Off-Broadway           |
| 2014      | Found The Musical             | Denise          | Atlantic Theatre Company        | Off-Broadway           |
| 2014      | Dear Evan Hansen              | Zoe Murphy      |                                 | Lecture 2014           |
| 2015      | Cabaret                       | Sally Bowles    | Théâtre Signature               | Régional               |
| 2017      | Mean Girls                    | Janis Sarkisian | Théâtre national                | Essai hors de la ville |
| 2018-2020 | Mean Girls                    | Janis Sarkisian | Théâtre August Wilson           | Broadway               |

## Récompenses et nominations
| Année | Prix                        | Catégorie                                                   | Travail proposé               | Résultat   |
| ----- | --------------------------- | ----------------------------------------------------------- | ----------------------------- | ---------- |
| 2014  | Prix Drama Desk             | Actrice exceptionnelle dans une comédie musicale            | Heathers: la comédie musicale | Nomination |
| 2014  | Prix Lucille Lortel         | Actrice principale exceptionnelle dans une comédie musicale | Heathers: la comédie musicale | Nomination |
| 2016  | Prix Helen Hayes            | Actrice principale exceptionnelle dans une comédie musicale | Cabaret                       | Lauréat    |
| 2018  | Prix du public Broadway.com | Actrice préférée dans une comédie musicale                  | Méchantes filles              | Lauréat    |
| 2018  | Prix du public Broadway.com | Performance drôle préférée                                  | Méchantes filles              | Lauréat    |
| 2018  | Prix du public Broadway.com | Duo préféré (avec Gray Henson )                             | Méchantes filles              | Lauréat    |